# Delias pseodomarguerita
Delias pseodomarguerita is een vlindersoort uit de familie van de Pieridae (witjes), onderfamilie Pierinae.
Delias pseodomarguerita werd in 1992 beschreven door Gerrits & van Mastrigt.